# Mansión Isaac L. Rice
La Isaac L. Rice Mansion  es una casa histórica ubicada en Nueva York, Nueva York. La Isaac L. Rice Mansion se encuentra inscrita  en el Registro Nacional de Lugares Históricos desde el 25 de junio de 1980. 

## Ubicación
La Isaac L. Rice Mansion se encuentra dentro del condado de Nueva York en las coordenadas 40°47′29″N 73°58′45″O / 40.791389, -73.979167.